# Збройні сили США в Кореї
Збройні сили США в Кореї (англ. United States Forces Korea) (USFK; кор. 주한 미군) — військове об'єднання Збройних сил США, складова Індійсько-тихоокеанського командування США. USFK є об'єднаним штабом боєздатних сил і компонентів США під командуванням Об'єднаних сил Кореї та США (CFC) — верховного командування всіх наземних, повітряних, морських і спеціальних операцій командувань Південної Кореї та США. Основні елементи USFK включають 8-му армію США, ПС США у Кореї (7-ма повітряна армія), Військово-морські сили США у Кореї (CNFK), Сили морської піхоти США у Кореї (MARFORK) і Командування ССО США «Корея» (SOCKOR).
Створені 1 липня 1957 року, американські збройні сили в Південній Кореї призначалися для підтримки Командування Об'єднаних Націй (UNC) і Командування об'єднаних сил шляхом координації та планування дій між командуваннями компонентів США та здійснення оперативного контролю над збройними силами США в інтересах Індійсько-тихоокеанського командування Сполучених Штатів.
Збройні сили США в Кореї відповідають за організацію, навчання та оснащення американських сил на Корейському півострові, підтримуючи свої сили в постійній бойовій готовності.
28 500 американських солдатів, матросів, льотчиків і морських піхотинців, що розміщені в Південній Кореї, є основою присутності США в регіоні та ключовим проявом демонстрації намірів американського уряду підтримувати баланс сил в Азійсько-Тихоокеанському регіоні. Місія USFK також включає планування операцій з евакуації некомбатантів, щоб гарантувати, що в разі виникнення загрози, американські громадяни та громадяни інших попередньо узгоджених країн будуть виведені із зони небезпеки. З цією метою USFK проводить регулярні навчання, щоб переконатися, що цей процес є ефективним, реалістичним і впорядкованим.
29 червня 2018 року, після переміщення нової штаб-квартири USFK і UNC до Кемп-Гамфріс у Пхьонтеку, командування USFK і більшість підлеглих йому підрозділів офіційно переїхали з міста Сеул; штаб-квартира зараз знаходиться на 35 км (22 милі) далі на південь.